# Olympijský stadion
Pod pojmem olympijský stadion se všeobecně rozumí stadion, kde se odehrávají olympijské hry. Mnoho stadionů, vystavěných za tímto účelem, nese tento název. Dnešní olympijské hry (letní i zimní) se však zpravidla nekonají na jednom stadionu, většinou se jedná o komplex více sportovních zařízení, v některých případech pak dokonce i o více měst, které se podílejí na olympijských hrách.

## Olympijské stadiony

### Následující stadiony byly postaveny u příležitosti konání olympijských her a jsou tak i pojmenovány.
- Olympiastadion Stockholm – Stockholm (LOH 1912)
- Olympiastadion Antwerpen – Antverpy (LOH 1920)
- Stade Olympique de Chamonix – Chamonix (ZOH 1924)
- Eisstadion Badrutts Park – Svatý Mořic (ZOH 1928, ZOH 1948)
- Olympiastadion Amsterdam – Amsterdam (LOH 1928)
- James B. Sheffield Olympic Skating Rink – Lake Placid (ZOH 1932)
- Olympiastadion Berlin – Berlín (LOH 1936)
- Olympiastadion Helsinki – Helsinky (LOH 1952)
- Stadio Olimpico Del Ghiaccio – Cortina d'Ampezzo (ZOH 1956)
- Stadio Olimpico – Řím (LOH 1960)
- Stade olympique de Grenoble – Grenoble (ZOH 1968)
- Olympiastadion Mnichov – Mnichov (LOH 1972)
- Stade Olympique (Montréal) – Montréal (LOH 1976)
- Centennial Olympic Stadium – Atlanta (LOH 1996)
- Nagano Olympic Stadium – Nagano (ZOH 1998)
- Olympic Stadium (London) – Londýn (LOH 2012)
- Olympijský stadion Fišt – Soči (ZOH 2014)
- Olympijský stadion - Pchjongčchang (ZOH 2018)
- Národní stadion - Tokio (LOH 2020)

### Následující stadiony byly postaveny již před konáním olympijských her, nesou však příslušné označení také ve svém jménu.
- Stade Olympique Yves-du-Manoir – Paříž (LOH 1924)
- Große Olympiaschanze – Garmisch-Partenkirchen (ZOH 1936)
- Národní stadion – Tokio (LOH 1964)
- Estadio Olímpico Universitario – Ciudad de México (LOH 1968)
- Jamsil Olympic Stadium – Soul (LOH 1988)
- Estadi Olímpic Lluís Companys – Barcelona (LOH 1992)
- Olympiako Stadio Athinas – Athény (LOH 2004)
- Stadio Olimpico di Torino – Turín (ZOH 2006)

### Následující stadiony byly sice vybudovány pro olympijské hry, jejich název však toto označení nenese.
- Francis Field – St. Louis (LOH 1904)
- White City Stadium – Londýn (LOH 1908)
- Blyth Arena – Squaw Valley (ZOH 1960)
- Makomanai Open Stadium – Sapporo (ZOH 1972)
- Théâtre des Cérémonies – Albertville (ZOH 1992)
- Lysgårdsbakken – Lillehammer (ZOH 1994)
- ANZ Stadium – Sydney (LOH 2000)
- Pekingský národní stadion – Peking (LOH 2008, ZOH 2022)

### Na následujících, dříve zbudovaných stadionech se olympijské hry konaly, aniž by bylo označení olympijský do názvu převzato.
- Panathinaiko – Athény (LOH 1896)
- Vélodrome de Vincennes – Paříž (LOH 1900)
- Los Angeles Memorial Coliseum – Los Angeles (LOH 1932, LOH 1984)
- Wembley Stadium – Londýn (LOH 1948)
- Bislett Stadion – Oslo (ZOH 1952)
- Melbourne Cricket Ground – Melbourne (LOH 1956)
- Skokanský můstek Bergisel – Innsbruck (ZOH 1964, ZOH 1976)
- Lake Placid Equestrian Stadium – Lake Placid (ZOH 1980)
- Lužniky (bývalý Leninův stadion) – Moskva (LOH 1980)
- Stadion Asima Ferhatoviće Hase – Sarajevo (ZOH 1984)
- McMahon Stadium – Calgary (ZOH 1988)
- Rice-Eccles Stadium – Salt Lake City (ZOH 2002)
- BC Place Stadium – Vancouver (ZOH 2010)
- Maracanã – Rio de Janeiro (LOH 2016)
- Stade de France – Paříž (LOH 2024)

### Na následujících stadionech, které sice nesou název olympijský, se naproti tomu olympijské hry nikdy nekonaly.
- Atatürkův olympijský stadion – Istanbul
- Baku Olympic Stadium – Baku
- Estadio Olímpico de la Cartuja – Sevilla
- NSC Olimpiyskiy Stadium – Kyjev
- Olympiastadion Aşgabat – Ašchabad
- Parc Olympique Lyonnais – Lyon
- Stade Olympique de la Pontaise – Lausanne
- Stadio Olimpico - Serravalle (San Marino)